# Kanton Lagord
 Lagord  is een kanton van het Franse departement Charente-Maritime. Het kanton maakt deel uit van het La Rochelle. In 2019 telde het 26.119 inwoners.

Het kanton werd gevormd ingevolge het decreet van 27 februari 2014 met uitwerking op 22 maart 2015, met Lagord als hoofdplaats.

## Gemeenten
Het kanton omvat volgende 6 gemeenten:
- Esnandes
- L'Houmeau
- Lagord
- Marsilly
- Nieul-sur-Mer
- Saint-Xandre